# Aeroportul Mendi
Aeroportul Mendi (IATA: MDU, ICAO: AYMN) este un aeroport din Southern Highlands Province⁠(d), Papua Noua Guinee. A fost numit după Mendi⁠(d).
Situat la o altitudine de 1.731 m, aeroportul dispune de o singură pistă.